# Tacarcuna
Tacarcuna es un género de plantas perteneciente a la familia Picrodendraceae. Comprende tres especies originarias de Panamá, Venezuela y Perú.
El nombre del género proviene del Cerro Tacarcuna, centro de gran endemismo ubicado en el Darién.

## Especies
- Tacarcuna amanoifolia Huft, Ann. Missouri Bot. Gard. 76: 1082 (1989).
- Tacarcuna gentryi Huft, Ann. Missouri Bot. Gard. 76: 1081 (1989).
- Tacarcuna tachirensis Huft, Ann. Missouri Bot. Gard. 76: 1083 (1989).